# Ішалка
Іша́лка (рос. Ишалка) — селище у складі Червоногвардійського району Оренбурзької області, Росія.

## Населення
Населення — 410 осіб (2010; 417 у 2002).
Національний склад (станом на 2002 рік):
- росіяни — 41 %
- німці — 34 %